# Julian Washburn
Julian S. Williams Washburn (Houston, 18 dicembre 1991) è un cestista statunitense.

## Biografia
È il figlio dell'ex cestista Chris Washburn.

## Palmarès
- Campione NBA D-League (2018)